# Apiciopsis stefania
Apiciopsis stefania là một loài bướm đêm trong họ Geometridae.